# Смолник (община Доброва-Полхов Градец)
Вижте пояснителната страница за други значения на Смолник.
Смолник (на словенски: Smolnik) е село в Словения, Средна Словения, община Доброва-Полхов Градец. Според Националната статистическа служба на Република Словения през 2002 г. селото има 125 жители.